# Myiopharus australis
Myiopharus australis là một loài ruồi trong họ Tachinidae.